# Liste des cavités naturelles les plus longues de l'Ariège
La liste des cavités naturelles les plus longues de l'Ariège recense, sous forme de tableau(x), les cavités souterraines naturelles connues dans ce département français, dont le développement est supérieur ou égal à mille mètres.
La communauté spéléologique considère qu'une cavité souterraine naturelle n'existe vraiment qu'à partir du moment où elle est « inventée » c'est-à-dire découverte (ou redécouverte), inventoriée, topographiée et publiée. Bien sûr, la réalité physique d'une cavité naturelle est la plupart du temps bien antérieure à sa découverte par l'homme ; cependant tant qu'elle n'est pas explorée, mesurée et révélée, la cavité naturelle n'appartient pas au domaine de la connaissance partagée.
La liste spéléométrique des 48 plus longues cavités naturelles de l'Ariège (≥ mille mètres) est actualisée à fin septembre 2021.
La plus longue cavité souterraine naturelle répertoriée dans le département de l'Ariège est  « la Grotte de la Cigalère », sur la commune de Sentein (cf. ligne 1 du tableau ci-dessous).
| \| Histogramme de la répartition des plus longues cavités naturelles de l'Ariège par classe de développement -- Les 48 cavités citées fin 2020 sont réparties en 4 classes de développement -- \| \| \| \| \| \| \| \| \| \| \| \| \| \| \| classe I >= 5 000 m 10 cavité[s] \| classe II >= 2 000 m et < 5 000 m 14 cavités \| classe III >= 1 500 m et < 2 000 m 5 cavités \| classe IV >= 1 000 m et < 1 500 m 19 cavités \| \| |                                  |                                              |                                              |                                              |  |
| Le graphique qui aurait dû être présenté ici ne peut pas être affiché car il utilise l'ancienne extension Graph, désactivée pour des questions de sécurité. Des indications pour créer un nouveau graphique avec la nouvelle extension Chart sont disponibles ici . |                                  |                                              |                                              |                                              |  |
| Histogramme de la répartition des plus longues cavités naturelles de l'Ariège par classe de développement -- Les 48 cavités citées fin 2020 sont réparties en 4 classes de développement -- |                                  |                                              |                                              |                                              |  |
| |                                  |                                              |                                              |                                              |  |
| | classe I >= 5 000 m 10 cavité[s] | classe II >= 2 000 m et < 5 000 m 14 cavités | classe III >= 1 500 m et < 2 000 m 5 cavités | classe IV >= 1 000 m et < 1 500 m 19 cavités |  |

## Cavités de l'Ariège (France) dont le développement est supérieur ou égal à5 000 mètres
10 cavités sont recensées dans cette « classe I » au 01-10-2021.
| Réf. | Cavité (autres noms)                          | Commune                 | Massif ou zone                | Coordonnées (WGS 84)        | Développe. (mètres) | Dénivel. (mètres) | Sources ou références                                                    | Mise à jour |
| ---- | --------------------------------------------- | ----------------------- | ----------------------------- | --------------------------- | ------------------- | ----------------- | ------------------------------------------------------------------------ | ----------- |
| 1    | Grotte de la Cigalère                         | Sentein                 | Haut-Lez                      | 42° 49′ 38″ N, 0° 54′ 26″ E | +021 734, m         | +0354, m          | Spéléo magazine n°45 & La gazette des Tritons                            | 2023-10     |
| 2    | Système souterrain de l'Hyder                 | Urau et Cazavet         | Couserans Massif de l'Estélas | 43° 00′ 11″ N, 1° 01′ 08″ E | +013 200, m         | +0604, m          | Spelunca n°133, Sesame n°18, Grottocenter & Spéléo magazine n°108        | 2019-12     |
| 3    | Réseau Niaux-Lombrives                        | Niaux et Ussat          |                               | 42° 49′ 11″ N, 1° 35′ 38″ E | +011 100, m         | +0417, m          | Karsteau.                                                                | 2000-12     |
| 4    | Réseau de Paloumé                             | Balaguères              | Couserans Massif de l'Estélas | 42° 58′ 25″ N, 0° 59′ 02″ E | +010 000, m         | +0795, m          | Spéléoc no 82, Spéléoc no 36 & Blog du Groupe Spéléologique du Couserans | 2012-00     |
| 5    | Gouffres des Œillets et de la Grande Rassègue | Bélesta                 | Pays d'Olmes                  | 42° 52′ 21″ N, 1° 56′ 55″ E | +007 500, m         | +0238, m          | Grottocenter                                                             | 2000-00     |
| 6    | Réseau de Sourroque                           | Eycheil et Saint-Girons | Massif de Sourroque           | 42° 57′ 00″ N, 1° 08′ 23″ E | +006 342, m         | +0310, m          | Grottocenter                                                             | 2000-00     |
| 7    | Grotte de Sakany                              | Quié                    | Vallée de Vicdessos           | 42° 50′ 09″ N, 1° 35′ 46″ E | +006 296, m         | +0138, m          | Jean-Yves Bigot & Grottocenter                                           | 2000-00     |
| 8    | Grotte de la mine du Pouech d'Unjat           | La Bastide-de-Sérou     | Massif du Pouech d'Unjat      | 43° 01′ 21″ N, 1° 29′ 07″ E | +006 027, m         | +0117, m          | Actes du colloque karst et mines d'octobre 1988 à Soreze                 | 2000-00     |
| 9    | Tuto Heredo                                   | Mérigon                 | Petites Pyrénées              | 43° 05′ 06″ N, 1° 11′ 05″ E | +005 300, m         | +0010, m          | Spéléométrie de la France & Karsteau                                     | 2000-00     |
| 10   | Gouffre des Papillons                         | Buzan                   | Couserans Massif de l'Estélas | 42° 57′ 46″ N, 0° 56′ 56″ E | +005 000, m         | +0606, m          | Spéléoc n°125                                                            | 2010-00     |

## Cavités de l'Ariège (France) dont le développement est compris entre2 000 mètreset4 999 mètres
14 cavités sont recensées dans cette « classe II » au 31-12-2024.
| Réf. | Cavité (autres noms)         | Commune                 | Massif ou zone           | Coordonnées (WGS 84)        | Développe. (mètres) | Dénivel. (mètres) | Sources ou références                                        | Mise à jour |
| ---- | ---------------------------- | ----------------------- | ------------------------ | --------------------------- | ------------------- | ----------------- | ------------------------------------------------------------ | ----------- |
| 11   | Grotte de Peillot            | Cazavet                 | Massif de l'Estélas      | 43° 00′ 31″ N, 1° 02′ 32″ E | +004 381, m         | +0115, m          | Spéléométrie de la France & cds Ariège                       | 2000-00     |
| 12   | Gouffre Martel               | Sentein                 | Haut-Lez                 | 42° 49′ 11″ N, 0° 53′ 15″ E | +004 044, m         | +0271, m          | Spéléo magazine n°45, Spelunca n°61 & Topos PDF Cds Ariège   | 2000-00     |
| 13   | Grotte de Labouiche          | Vernajoul               | Massif du Plantaurel     | 43° 00′ 13″ N, 1° 34′ 22″ E | +003 850, m         | NC m              | Grottocenter                                                 | 2000-00     |
| 14   | Grotte-laboratoire de Moulis | Moulis                  |                          | 42° 57′ 32″ N, 1° 05′ 27″ E | +003 520, m         | +0126, m          | CNRS, & Grottocenter                                         | 2025-06     |
| 15   | Gouffre du Mont-Béas         | Le Port                 | Mont Béas                | 42° 48′ 17″ N, 1° 22′ 07″ E | +003 490, m         | +0720, m          | Spéléoc n°106, Grottocenter & Spéléo Club du Haut-Sabarthez. | 2000-00     |
| 16   | Grotte de Siech              | Saurat                  | Massif de l'Arize        | 42° 52′ 58″ N, 1° 32′ 44″ E | +003 300, m         | +0066, m          | Grottocenter.                                                | 2018-07     |
| 17   | Grotte de Sabart             | Tarascon-sur-Ariège     | Cap de la Lesse          | 42° 49′ 55″ N, 1° 36′ 00″ E | +003 000, m         | +0136, m          | Grottocenter                                                 | 2000-00     |
| 18   | Grotte de Fontanet           | Ornolac-Ussat-les-Bains | Haute vallée de l'Ariège | 42° 48′ 39″ N, 1° 38′ 42″ E | +002 900, m         | +0050, m          | Spéléométrie de la France & Europreart.net                   | 2000-00     |
| 19   | Grottes du Volp              | Montesquieu-Avantès     | Massif du Plantaurel     | 43° 01′ 56″ N, 1° 12′ 42″ E | +002 500, m         | +0027, m          | Bégouën & karsteau                                           | 2000-00     |
| 20   | Grotte d'Aliou               | Cazavet                 | Massif de l'Estélas      | 42° 59′ 25″ N, 1° 02′ 57″ E | +002 500, m         | +0046, m          | plongeesout.com & Le Fil n°30                                | 2019-03     |
| 21   | Grotte de Bédeilhac          | Bédeilhac-et-Aynat      |                          | 42° 52′ 19″ N, 1° 34′ 14″ E | +002 240, m         | +0055, m          | Grottocenter                                                 | 2000-00     |
| 22   | Grotte de Bordes de Crues    | Seix                    | Haut-Salat               | 42° 48′ 52″ N, 1° 08′ 17″ E | +002 200, m         | +0230, m          | Spelunca n°98 & Florence Guillot                             | 2018-07     |
| 23   | Grotte du Mas-d'Azil         | Le Mas-d'Azil           | massif du Plantaurel     | 43° 04′ 10″ N, 1° 21′ 20″ E | +002 100, m         | NC m              | Grottocenter                                                 | 2000-00     |
| 24   | Grotte Papy                  | Tourtouse               | Petites Pyrénées         | 43° 05′ 01″ N, 1° 07′ 25″ E | +002 000, m         | NC m              | smsp-speleo                                                  | 2007-00     |

## Cavités de l'Ariège (France) dont le développement est compris entre1 500 mètreset1 999 mètres
5 cavités sont recensées dans cette « classe III » au 31-12-2020.
| Réf. | Cavité (autres noms)                   | Commune         | Massif ou zone      | Coordonnées (WGS 84)        | Développe. (mètres) | Dénivel. (mètres) | Sources ou références                     | Mise à jour |
| ---- | -------------------------------------- | --------------- | ------------------- | --------------------------- | ------------------- | ----------------- | ----------------------------------------- | ----------- |
| 25   | Réseau de la Pique                     | Le Port         | Mont Béas           | 42° 48′ 36″ N, 1° 21′ 57″ E | +001 900, m         | +0621, m          | Spéléoc n°125 & Explos & Florence Guillot | 2018-07     |
| 26   | Gouffres de la Vallée Morte n ° 9 & 11 | Le Port         | Mont Béas           | 42° 48′ 45″ N, 1° 21′ 53″ E | +001 900, m         | +0434, m          | Florence Guillot                          | 2018-07     |
| 27   | Réseau de Touasse-Peyrou               | Taurignan-Vieux |                     | 43° 02′ 31″ N, 1° 07′ 14″ E | +001 775, m         | +0031, m          | Spéléoc n°159                             | 2023-06     |
| 28   | Grotte de l'Arse                       | Saurat          |                     | 42° 53′ 02″ N, 1° 31′ 56″ E | +001 600, m         | NC m              | Spéléoc n°15                              | 2000-00     |
| 29   | Grotte de Vicdessos                    | Vicdessos       | Vallée de Vicdessos | 42° 45′ 48″ N, 1° 29′ 36″ E | +001 550, m         | +0110, m          | Fiche PDF Cds Ariège & Florence Guillot   | 2018-07     |

## Cavités de l'Ariège (France) dont le développement est compris entre1 000 mètreset1 499 mètres
19 cavités sont recensées dans cette « classe IV » au 31-12-2020.
| Réf. | Cavité (autres noms)   | Commune                | Massif ou zone           | Coordonnées (WGS 84)        | Développe. (mètres) | Dénivel. (mètres) | Sources ou références                                   | Mise à jour |
| ---- | ---------------------- | ---------------------- | ------------------------ | --------------------------- | ------------------- | ----------------- | ------------------------------------------------------- | ----------- |
| 30   | Trou Marc              | Suc-et-Sentenac        |                          | 42° 47′ 57″ N, 1° 24′ 56″ E | +001 400, m         | +0297, m          | Florence Guillot                                        | 2018-07     |
| 31   | Gouffre du Sauvajou    | Eycheil                | Massif de Sourroque      | 42° 56′ 36″ N, 1° 08′ 40″ E | +001 360, m         | +0215, m          | Comité spéléo Midi-Pyrénées                             | 2000-00     |
| 32   | Grotte du Portel       | Loubens                | Massif du Plantaurel     | 43° 01′ 53″ N, 1° 32′ 25″ E | +001 320, m         | NC m              | Spéléométrie de la France                               | 2000-00     |
| 33   | Caunhà de las Goffias  | Bélesta                | Pays d'Olmes             | 42° 53′ 18″ N, 1° 55′ 50″ E | +001 300, m         | +0100, m          | Fiche PDF Cds Ariège & Grottocenter                     | 2000-00     |
| 34   | Gouffre du Mounégou    | Mijanès                | Donezan                  | 42° 43′ 19″ N, 1° 59′ 08″ E | +001 300, m         | +0314, m          | Spéléo magazine no 93 , Grottocenter & Florence Guillot | 2018-07     |
| 35   | Gouffre Degaudez       | Saint-Girons           | Massif de Sourroque      | 42° 57′ 02″ N, 1° 08′ 04″ E | +001 260, m         | +0206, m          | Fiche PDF cds Ariège                                    | 2000-00     |
| 36   | Gouffre de Cadarcet    | Cadarcet               | Massif du Pouech d'Unjat | 43° 00′ 50″ N, 1° 29′ 29″ E | +001 260, m         | +0068, m          | Spéléométrie de la France                               | 2000-00     |
| 37   | Traouc des Coumettes   | Suc-et-Sentenac        |                          | 42° 47′ 59″ N, 1° 24′ 47″ E | +001 216, m         | +0100, m          | Grottocenter & lecrad.free                              | 2018-07     |
| 38   | Puits d'Ajéou          | Ercé                   |                          | 42° 48′ 48″ N, 1° 17′ 06″ E | +001 215, m         | +0230, m          | Spéléoc no 28                                           | 2000-00     |
| 39   | Grotte du Portillou    | Moulis                 |                          | 42° 56′ 37″ N, 1° 06′ 39″ E | +001 200, m         | +0130, m          | Spéléométrie de la France                               | 2000-00     |
| 40   | Gouffre du Capitaine   | Le Port                | Mont Béas                | 42° 48′ 45″ N, 1° 22′ 11″ E | +001 200, m         | +0184, m          | Florence Guillot                                        | 2018-07     |
| 41   | Grotte de Tourtouse    | Tourtouse              | Petites Pyrénées         | 43° 05′ 27″ N, 1° 07′ 34″ E | +001 136, m         | +0025, m          | Spéléométrie de la France & smsp-speleo                 | 2000-00     |
| 42   | Grotte de la Cassagne  | Appy                   |                          | 42° 46′ 54″ N, 1° 44′ 28″ E | +001 100, m         | NC m              | Spéléométrie de la France                               | 2000-00     |
| 43   | Grotte du Chien        | Cazavet                | Massif de l'Estélas      | 42° 59′ 22″ N, 1° 03′ 22″ E | +001 100, m         | +0080, m          | Spéléoc n°103                                           | 2000-00     |
| 44   | Grotte de L'Herm       | L'Herm                 | Massif du Plantaurel     | 42° 58′ 15″ N, 1° 39′ 48″ E | +001 088, m         | NC m              | Spéléométrie de la France                               | 2000-00     |
| 45   | Grotte Bernard         | Saint-Martin-de-Caralp |                          | 42° 59′ 57″ N, 1° 32′ 05″ E | +001 080, m         | +0055, m          | Spéléoc n°159                                           | 2023-06     |
| 46   | Grotte de Ferrobach    | Nescus                 | Massif de l'Arize        | 42° 59′ 18″ N, 1° 26′ 43″ E | +001 070, m         | +0055, m          | cds Ariège                                              | 2000-00     |
| 47   | Gouffre de Candeberet  | Ercé                   |                          | 42° 48′ 40″ N, 1° 18′ 02″ E | +001 046, m         | +0228, m          | Spéléométrie de la France                               | 2000-00     |
| 48   | Grotte de la Peyregade | Montferrier            |                          | 42° 52′ 14″ N, 1° 45′ 20″ E | +001 000, m         | NC m              | Spéléométrie de la France                               | 2000-00     |